# Radio Le Caire
Radio Le Caire est une station de radio égyptienne d'État à diffusion internationale. Elle a été fondée en 1953. Elle a joué un rôle non négligeable dans le processus de décolonisation dans les années 1950 et 1960. Elle diffuse en afar, albanais, allemand, amharique, anglais, arabe, dari, espagnol, français, haoussa, indonésien, italien, ourdou, ouzbek, persan, portugais, somali, swahili,. Elle couvre une partie de la planète : Afrique, Amériques, Asie, Europe de l'Ouest et Moyen-Orient.